# NGC 5587
NGC 5587 este o liner situată în constelația Boarul. A fost descoperită în 17 aprilie 1784 de către William Herschel. Se află la o distanță de 52,72 de megaparseci de Pământ.